# SN 1950K
SN 1950K – supernowa odkryta 20 kwietnia 1950 roku w nienazwanej galaktyce. W momencie odkrycia miała maksymalną jasność 20,00m.